# Sven Offen
Sven Offen  ist ein deutscher Regisseur, Redakteur und Produzent. Er befasst sich hauptsächlich mit der Aufzeichnung von Livekonzerten im Auftrag verschiedener Künstler oder des deutschen Fernsehens. Er produziert zudem Werbefilme.

## Beruflicher Werdegang
Sven Offen wollte zunächst Bauingenieur oder Jurist werden, brach das Studium jedoch ab und begann als Ausstatter für die ZDF-Sendung Die Rote Couch eine Laufbahn in den Medien. Danach betreute er als Redakteur beim privaten Fernsehsender Premiere in Hamburg das tägliche Musikmagazin Airplay und später die Show Die 4. Dimension.
1994 verlegte er seinen Wohnsitz nach Wien und produzierte dort zunächst als Geschäftsführer von DoRo zahlreiche Musikvideos. Im Jahr 2000 gründete er seine eigene Produktionsfirma „JUST 24/7 Entertainment“.
Offen hat sich als Regisseur hauptsächlich auf Livemitschnitte von Konzerten spezialisiert. Um die besondere Atmosphäre bei diesen Events filmisch zu dokumentieren, versucht er möglichst unauffällig, meist aus dem Orchestergraben zu arbeiten. Dabei behilft er sich ferngesteuerter, oder winzig kleiner Kameras, die er den Musikern an ihre Instrumente klebt. Offen drehte seit 2001 für MTV verschiedene Reportagen für die Reihe Campus Invasion, sowie 2007 die Aufzeichnung des MTV European Music Awards, des Hurricane Festivals und Rock am Ring. Verantwortlich zeichnet Offen zudem für diverse Werbefilme, beispielsweise für Coca-Cola,  Renault, Garnier und  Red Bull.

## Videos (Auswahl)
- 2001 Die Toten Hosen:  En Misión del Senor  (Live in Buenos Aires)
- 2002 Carmen Flamenco feat. Rafael Aguilar, Hamburg
- 2003 Herbert Grönemeyer: Mensch Live
- 2003 Nena: Nena – Live (in der Jahrhunderthalle Frankfurt)
- 2003 Unheilig: Maschine (live)
- 2004 Pur: Klassisch Live auf Schalke
- 2004 Jon Lord und Frida: Beyond the Notes
- 2004 Motörhead: Stage Fright
- 2004 Die Fantastischen Vier: Viel Live
- 2005 Elisabeth Wien
- 2005 DJ Bobo: Magic – The Show
- 2006 Missy May: Everything Breaks
- 2007 Bregenzer Festspiele: Playing Away
- 2007 Die Fantastischen Vier: Fornika für alle
- 2007 MTV Allstars
- 2007 Rock am Ring
- 2013 Scorpions: MTV Unplugged – in Athens
- 2013 Volbeat: Lola Montez (Live)[1]
- 2013 Volbeat: The Nameless One (Live)[2]